# Старый Мтеж
Ста́рый Мтеж — остров в северо-западной части Псковского озера на границе с Тёплым озером.
Безлюдный. Ближайший населённый пункт на континенте — деревня Мтеж — находится на полуострове Мтеж, куда из-за подъёма уровня водной поверхности озера несколько веков назад и был перенесён населённый пункт, т. н. Старый Мтеж (отсюда и название о́строва), с островной косы на континент.
Административно относится к Псковскому району Псковской области и входит в муниципальное образование Серёдкинская волость (до 2005 года относился к Теребищенской волости). Областной центр, город Псков, расположен в 50 км к юго-востоку.
Остров вытянут с северо-запада на юго-восток, где максимальная протяжённость составляет до ~1,5 км, в поперечнике — до ~0,3 км. Площадь — менее ~1 км².